# БАТ-2
БАТ-2 (Бульдозер на артиллерийском тягаче — 2 модель) — советский бульдозер и путепрокладчик.

## История

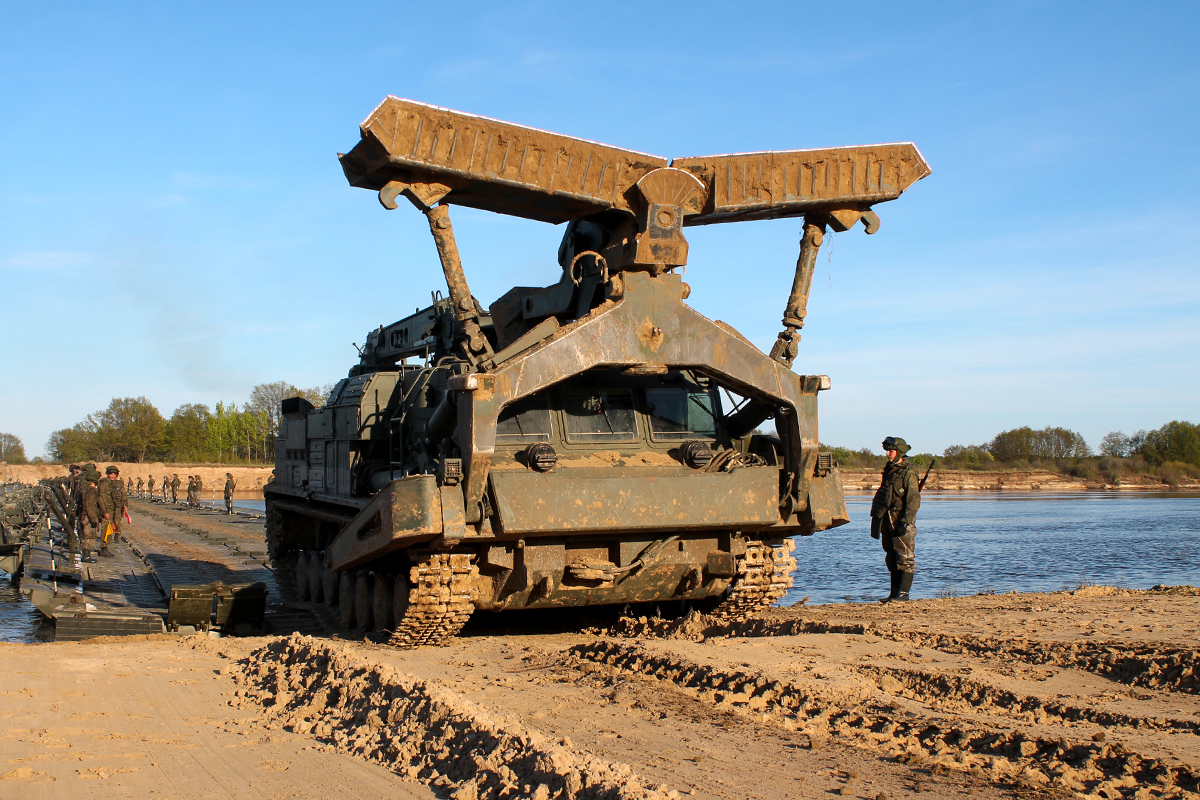
Путепрокладчик БАТ-2 пересекает реку по понтонам наплавного моста в ходе наведения военнослужащими 28-й понмбр переправы через реку Оку в ходе испытания понтонно-мостового парка ПП-2005, 15 мая 2017 года.

В 1970-х годах в отделе № 61 конструкторского бюро им. А. А. Морозова под руководством главного конструктора отдела П. И. Сагира началась разработка путепрокладчика на шасси многоцелевого тягача МТ-Т для замены путепрокладчиков БАТ-М в дивизионном звене. На стадии разработки бронемашина имела обозначение изделие 454. В 1987 году машина была принята на вооружение под названием БАТ-2, в 1988 году началось её серийное производство на ХЗТМ.
Производился малой серией и поставлялся на оснащение специальных войск (инженерных и гражданской обороны). Во втором полугодии 1988 года - начале 1989 года БАТ-2 начали поступать в войска Уральского военного округа, однако начатая "перестройка" и сокращение военных расходов привели к сокращению объемов производства военной техники, и перевооружение войск на БАТ-2 в СССР осталось не завершено.
После 1991 года начались продажи БАТ-2 в другие страны мира.

## Описание конструкции
Основной задачей путепрокладчика БАТ-2 является прокладка путей и дорог в зоне боевых действий.

### Корпус
БАТ-2 имеет цельносварной коробчатый корпус. Для доступа к агрегатам машины при техническом обслуживании в крыше и днище имеются люки. В передней части корпуса расположена кабина. Внутренняя и внешняя поверхности кабины обшиты. Между обшивкой и корпусом установлены профили из звукоизоляционного материала. Кабина машины полностью герметична. В кабине размещаются два члена экипажа, также имеются дополнительные места для 6 человек сапёрного отделения.

### Ходовая часть
Шасси путепрокладчика БАТ-2 создано на базе тягача МТ-Т или «Эней» и имеет индекс ГБТУ Объект 454. Основные элементы машины схожи с базовым изделием. Конструкция ходовой части заднемоторная. Ведущие колёса также расположены сзади. Главный фрикцион и планетарный механизм поворота отсутствуют, вместо них установлены две бортовые коробки передач. Гусеничный движитель оснащён резинометаллическими шарнирами.

### Специальное оборудование
Основными элементами оборудования являются: отвал, рыхлитель, лебёдка и кран. Приведение из транспортного положения отвала в рабочее и обратно производится с помощью гидрооборудования, также с его помощью осуществляется заглубление/выглубление во время работы и перекос в горизонтальной плоскости. Изменение геометрической формы отвала производится вручную членами экипажа и фиксируется телескопическими раздвижными штангами в одном из четырех положений. При бульдозерном положении крылья отвала выставлены в одну линию с его центральной частью, перпендикулярно оси движения машины. Этот режим используется для рытья грунта, засыпки котлованов, разравнивания местности. Для очистки от снега и прокладывания колонного пути, бульдозерное оборудование имеет двухотвальный режим. В грейдерном режиме крылья отвала выставляются в ряд наискосок в одну сторону(влево или вправо) для формирования серповидного поворота дороги или выкапывания кювета. Для формирования постоянной глубины, перед отвалом установлена специальная «лыжа» копирующая местность.
БАТ-2 оснащён крановым оборудованием. Крановая стрела имеет возможность разворачиваться на 360° и обладает грузоподъёмностью в две тонны. БАТ-2 может опускать грузы в котлованы глубиной до 3,5 метров или поднимать на высоту до 7,5 метров. Максимальный вылет стрелы составляет 7,36 м.
В передней части машины установлена лебёдка с тяговым усилием 25 тонн. Длина троса составляет 100 метров. Конструкция лебёдки заимствована от тягача АТ-Т.

## Оценка машины
Несмотря на то, что машина создавалась на замену путепрокладчику БАТ-М, в целом БАТ-2 унаследовал основные недостатки БАТ-М. Несмотря на увеличение общей производительности, масса машины выросла непропорционально, из-за чего БАТ-2 обладает высоким удельным давлением на грунт, из-за чего машина часто застревает. К достоинствам относится возможность перевозки десанта из 6 человек. Основным конкурентом БАТ-2 является инженерная машина разграждения ИМР-2, способная выполнять все задачи путепрокладчика, однако при этом она значительно дороже.

## Страны-эксплуатанты
- Алжир[1]
- Беларусь[5]
- Египет[1]
- Ирак[1]
- Россия[1] — некоторое количество БАТ-2, по состоянию на 2016 год[6]
- Сирия[1]
- Украина[1] — советские БАТ-2 остались в вооружённых силах Украины, но со временем их количество уменьшилось (так, в августе 2008 года было принято решение о признании избыточным имуществом и продаже десяти БАТ-2)[7]. Тем не менее, в 2016 году в войсках оставалось 53 единицы БАТ-2[8]